# Biophytum sensitivum
Espèce
Classification APG III (2009)
Biophytum sensitivum est une espèce de petites plantes sensitives de la famille des Oxalidaceae. Sa forme évoque celle d'un palmier. Elle produit de nombreuses folioles qui se replient au touché et la nuit. Elle est également reconnue pour ses nombreuses propriétés médicinales.

## Étymologie
Biophytum sensitivum (L.) DC. a été décrite pour la première fois par Linné sous le nom de Oxalis sensitiva L.
Cette espèce possède de nombreux noms vernaculaires dans les pays où elle est présente. En Indonésie par exemple, elle porte le nom de Daun Kucingan (Sumatra),  Krambilan (Java), Kurang-kurang (Archipel des Moluques). Aux Philippines elle est appelée Damong-bingkalat, Damon-huya ou encore Mahihiin selon les dialectes. En Thaïlande, on la nomme Chi yop tontaan, Krathuep yop ou Khan rom selon les régions du pays. On la nomme encore Dok han au Laos ou bien Las chue me ou Ta lang au Vietnam. 
La fleur de B. sensitivum est considérée comme l’une des dix plantes sacrées appelées Dasapushpam par la tradition et la culture de l’État de Kerala en Inde.
Elle est également appelée « life plant » en anglais.

## Description générale

### Appareil végétatif
B. sensitivum peut atteindre une taille maximale comprise entre 20 et 35 cm.La plante possède des tiges dressées non ramifiées, glabres ou poilues, qui peuvent être ligneuses,. Les feuilles sont pennées, disposées en rosette au sommet de la tige et peuvent atteindre 5 à 12 cm de long,.  Elles sont composées de 6 à 12 paires de folioles opposés, chaque foliole pouvant faire jusqu’à 1,5 cm de long, la paire terminale étant la plus large. 

### Appareil reproducteur
Les fleurs possèdent cinq pétales et sont généralement jaunes, blanches ou orange. Chaque pétale possède une ligne rouge en son centre. Les sépales, au nombre de cinq, sont lancéolés, à nervures parallèles, et font en moyenne 7 mm de long.
La plante possède cinq styles et dix étamines, les 5 plus intérieures étant plus longues.  

### Fruit et graine
Les fruits sont des capsules, des fruits secs déhiscents provenant de la soudure de deux ou plusieurs carpelles et contenant une ou plusieurs loges renfermant un nombre varié de graines. Ils sont de forme ellipsoïdale, poilus à l’apex, sont plus courts que le calice persistant, et mesurent 3 à 4 mm sur 2 mm,. 
La graine de B. sensitivum est ovoïde et striée transversalement. Sa longueur est comprise entre 1,5 et 1,7 mm, sa largeur quant à elle est comprise entre 1,0 et 1,2 mm.
À maturité, les graines ont un aspect brunâtre, chacune étant respectivement entourée d’une pellicule incolore. Arrivée à maturité, la graine se défait de son enveloppe pelliculaire par une fente longitudinale.
Il faut noter que la description morphologique des graines des différentes espèces du genre Biophytum a permis la classification taxonomique de ces espèces. 

### Thigmonastie
B. sensitivum replie ses feuilles en réponse à un contact avec un corps étranger, à une goutte de pluie, au vent, aux vibrations, et à la chaleur. Elle ferme ses folioles et ce mouvement est indépendant de la direction de provenance du stimulus. L’intensité du mouvement quant à elle varie avec l’intensité du stimulus appliqué. Lorsque l’apex d’une feuille est touché doucement, seules quelques folioles situées près de l’apex se referment. Lorsque l’apex de la feuille est touché plus brutalement, toutes les folioles réagissent, en commençant par les folioles les plus près de l’apex.
Les mouvements sont initiés par le pulvinus, ou coussinet foliaire, qui est une structure motrice constituée d’une assise de sclérenchyme, entourée d’une assise de collenchyme. Lorsque les folioles sont dépliées, les cellules du collenchyme sont turgescentes. Lorsque celles-ci reçoivent un potentiel d’action à la suite d'un contact, les cellules de la moitié inférieure du pulvinus répondent en expulsant des ions potassium et des ions chlorures et en captant des ions calcium. Il en résulte un gradient osmotique qui a pour effet un déplacement d’eau vers l’extérieur des cellules concernées. Celles-ci voient leur volume réduit de manière temporaire, à cause de la perte d’eau, ce qui induit le repliement des folioles.

## Cycle de vie et reproduction
B. sensitivum est une plante vivace.

### Floraison
La période de floraison a lieu entre août et janvier.

### Dormance
La dormance des graines de B. sensitivum rend la culture de cette plante très difficile. Sa durée est de 8 à 9 mois.

## Écologie

### Distribution
Biophytum sensitivum se retrouve dans les zones tropicales humides d’Inde, ainsi que dans les zones humides d’Asie du Sud et d’Afrique,.

### Habitat
B. sensitivum est présente jusqu’à 250 m  d’altitude en climat tropical, à l’ombre des arbres et arbustes, le long des rives de cours d’eau, ainsi que dans les pâturages,.
Elle a besoin d’un sol riche, humide, à pH légèrement acide. La plante a besoin d’une température comprise entre 16 et 29 °C.

## Propriétés et particularités
Comme pour d’autres plantes de la famille des Oxalidaceae, l’acide oxalique est très abondant dans les tissus où il se trouve sous forme de cristaux d’oxalate de potassium ou d’oxalate de calcium. Ces substances sont sécrétées par des cellules qui bordent les faisceaux conducteurs de la sève formant ainsi un fourreau de protection.

## Usages médicaux

### Médecine traditionnelle
Biophytum sensitivum est utilisée dans la médecine traditionnelle dans de nombreuses applications.
Elle est notamment utilisée contre les maux d’estomac, l’asthme, les insomnies, les convulsions, les crampes, les douleurs de poitrine, les inflammations, les tumeurs et contre les maladies chroniques de la peau. Des compresses à base de poudre de feuilles peuvent être utilisées pour soigner les blessures, telles que les morsures de chiens,. Le jus de la plante est utilisé en cas de fièvre, de saignements ou de rhumatismes. Réduite en cendre, elle est administrée en cas de maux de ventre tandis que les feuilles auraient des propriétés diurétiques, astringentes et antiseptiques. La plante est également appliquée en baume sur les brûlures, les plaies et les contusions. Les décoctions de la plante entière sont utilisées contre l’asthme et la phtisie ou tuberculose pulmonaire et celles des racines contre la lithiase, une maladie caractérisée par l’apparition de calculs dans certains conduits de l’organisme. B. sensitivum est également utilisée contre le venin de serpents,.
En Ayurveda, une médecine traditionnelle originaire d‘Inde, la plante a des vertus expectorante, stimulante et tonique.
Les extraits de la plante contiennent de nombreuses substances (flavonoïdes, saponines, tannins, terpènes, stéroïdes,  acides aminés, huile essentielle, polysaccharides, pectine, etc.) mais les principes actifs majeurs de la plante seraient l’amentoflavone et une fraction polysaccharidique appelée BP100 III,.

### Études et recherches
Les extraits de B. sensitivum ainsi que leurs composés actifs sont connus pour posséder des propriétés antibactériennes, anti-inflammatoires, anti-oxydantes, anti-tumorales, antidiabétiques, anti-métastasiques, anti-angiogenesiques, immunomodulatrices, cardioprotectrices, radioprotectrice et chimioprotectrice.
Plusieurs études scientifiques ont été menées dans le but d’infirmer ou de confirmer les propriétés médicales attribuées à la plante. Deux d’entre elles ont montré que la plante avait notamment un effet anti-inflammatoire chez les rats affectés de rectocolite ulcérohémorragique, qui est une maladie inflammatoire chronique intestinale,.
Ces découvertes sur les propriétés anti-inflammatoires de B. sensitivum sont prometteuses sachant que les réactions inflammatoires jouent un rôle important dans de nombreuses autres maladies telles que le cancer, la maladie de Parkinson ou la maladie d’Alzheimer.
D’autres études encore ont montré que des extraits de B. sensitivum avaient un effet anti-tumoral chez la souris. Cependant, les mécanismes moléculaires qui se cachent derrière ce rôle anti-tumoral n’ont pas encore été élucidés.
La plante posséderait également des propriétés radioprotectrices qui pourraient être mises à profit dans les traitements de radiothérapie contre le cancer afin d’épargner les tissus sains qui entourent les tumeurs.
Des propriétés anti-oxydantes ont également été observées chez la souris.
Enfin, des extraits de feuilles de Biophytum sensitivum ont montré une activité hypoglycémique chez le lapin.
Les expérimentations se limitent pour l’instant à l’animal et des tests sur modèle humain sont encore nécessaires pour démontrer les effets bénéfiques de la plante, ce qui rendrait l’utilisation de ses principes actifs en médecine conventionnelle envisageable.